# برج سي إم أيه-سي جي إم
برج سي ام ايه سي جي ام (بالإنجليزية: CMA CGM Tower)‏ هو ناطحة سحاب في مارسيليا، فرنسا من تصميم المعمارية زها حديد.